# Nižná Hutka
Nižná Hutka (ungarisch Alsóhutka) ist eine Gemeinde im Osten der Slowakei mit 609 Einwohnern (Stand 31. Dezember 2024), die zum Okres Košice-okolie, einem Teil des Košický kraj, gehört und in der traditionellen Landschaft Abov liegt.

## Geographie
Die Gemeinde befindet sich im südöstlichen Teil des Talkessels Košická kotlina am linken Ufer der Torysa, kurz vor deren Mündung in den Hornád. Das Ortszentrum liegt auf einer Höhe von 214 m n.m. und ist 12 Kilometer von Košice entfernt.
Nachbargemeinden sind Vyšná Hutka im Norden, Nižný Čaj im Nordosten, Bohdanovce im Osten, über einen Punkt Vyšná Myšľa im Südosten, Nižná Myšľa im Süden und Košice (Stadtteil Krásna) im Westen.

## Geschichte
Nižná Hutka wurde zum ersten Mal 1293 als Hwthka schriftlich erwähnt, weitere historische Bezeichnungen sind unter anderen Hutka (1327), Hudka (1335), Also Hugka (1612), Also Hutka (1630) und Nizne Hutky (1773). Das Dorf auf dem alten Weg zur Burg Slanec war Besitz des Benediktiner-Klosters im benachbarten Ort Krásna, ab 1605 der Stadt Kaschau und später des Kaschauer Seminars. 1563 gab es 12 Porta im Ort, 1828 zählte man 44 Häuser und 321 Einwohner, die als Köhler, Landwirte und Weber beschäftigt waren. Von 1880 bis 1910 kam es zu mehreren Auswanderungswellen.
Bis 1918/1919 gehörte der im Komitat Abaúj-Torna liegende Ort zum Königreich Ungarn und kam danach zur Tschechoslowakei beziehungsweise heute Slowakei. Auf Grund des Ersten Wiener Schiedsspruchs lag er von 1938 bis 1945 noch einmal in Ungarn. Von 1986 bis 1990 war Nižná Hutka zusammen mit Vyšná Hutka Teil der Einheitsgemeinde Hutky.

## Bevölkerung
| Jahr                | 1994 | 2004     | 2014     | 2024    |
| ------------------- | ---- | -------- | -------- | ------- |
| Anzahl der Personen | 404  | 511      | 590      | 609     |
| Unterschied         |      | +26,48 % | +15,45 % | +3,22 % |

| Jahr                | 2023 | 2024 |
| ------------------- | ---- | ---- |
| Anzahl der Personen | 609  | 609  |
| Unterschied         |      | +0 % |

Gemäß der Volkszählung 2011 wohnten in Nižná Hutka 543 Einwohner, davon 485 Slowaken, zwei Magyaren sowie jeweils ein Russine und Tscheche. 54 Einwohner machten keine Angabe zur Ethnie.
294 Einwohner bekannten sich zur römisch-katholischen Kirche, 124 Einwohner zur reformierten Kirche, 14 Einwohner zur griechisch-katholischen Kirche, fünf Einwohner zur apostolischen Kirche sowie jeweils ein Einwohner zu den Siebenten-Tags-Adventisten, zu den Zeugen Jehovas, zur Evangelischen Kirche A. B. und zur orthodoxen Kirche. 39 Einwohner waren konfessionslos und bei 63 Einwohnern wurde die Konfession nicht ermittelt.

## Bauwerke und Denkmäler
- reformierte (calvinistische) Kirche im Secessionsstil aus dem Jahr 1928[6]
- römisch-katholische Kirche aus den 1980er Jahren

## Verkehr
Durch Nižná Hurka führt die Straße 2. Ordnung 552 von Košice weiter ostwärts nach Slanec, westlich des Ortskerns zweigt die Straße 3. Ordnung 3366 nach Vyšná Hutka ab. Der nächste Bahnanschluss ist der Bahnhof Krásna nad Hornádom an der Bahnstrecke Čierna nad Tisou–Košice.